# Oleg Supereko
Oleg Supereco (Mosca, 11 gennaio 1974) è un pittore russo.

## Biografia
Nato a Mosca nel 1974, Oleg Supereco frequenta il Liceo Artistico di Mosca e successivamente si iscrive all'Accademia di Belle Arti diretta dal maestro Ilja Glazunov, il cui insegnamento è fondamentale per la sua formazione artistica. Nel 1999 si laurea a pieni voti; nello stesso anno, grazie ad una borsa di studio, comincia a frequentare l'Accademia di Belle Arti di Venezia, dove consegue nuovamente la laurea in pittura con il massimo punteggio. Da allora, espone continuativamente le proprie opere in numerose mostre collettive e personali in Russia, tra Mosca e San Pietroburgo, ed in Italia, tra Venezia, Roma e Catania.
Nel biennio 2009-2010, ottiene la prestigiosa commissione per la decorazione della cupola e dei pennacchi della cattedrale di Noto in Sicilia. Tra il 2018 e il 2020 realizza un ciclo pittorico per la Cappella Madre della Riconciliazione a Trieste.
Oleg Supereco, compiuti i primi venticinque anni di attività quale artista autonomo, ha oggi un notevolissimo catalogo di opere pittoriche, pari a quasi mille numeri; si tratta di un dato stupefacente, che denota un semplice fatto: il pittore, impugnato il pennello a quattordici anni di età, non l'ha mai lasciato, dedicandogli anzi l'intera esistenza.
Il rigore, l'impegno e il talento non sono rimasti senza riconoscimento. Il Supereco, già in stretti rapporti con il compianto Monsignor Carlo Chenis, una delle personalità ecclesiastiche più illuminate dei tempi recenti nel contesto artistico, è oggi Membro ad Honorem dell'Accademia Russa, nonché Fornitore Ufficiale della Real Casa Borbone Due Sicilie, ed è stato insignito del titolo di Cavaliere di Merito ad Honorem del Sacro Militare Ordine Costantiniano di San Giorgio. Al momento, l'artista è impegnato con alcune importanti commissioni ecclesiastiche e private; nel mentre, sono in progetto esposizioni in Italia e all'estero.

## Mostre
- Giovani Artisti di-segnano il sacro, Museo Stauròs San Gabriele (2004);
- Venite Adoremus, I e IV ed. Chiesa degli Artisti di Roma (2004, 2007);
- 51ª Biennale di Venezia, padiglione dell'Arcidiocesi (2005);
- Nel Segno del Sacro - opere di Oleg Supereco, Museo Diocesano di Catania (25 aprile - 25 maggio 2013);
- Ars imago mundi - Oleg Supereco, Collegio dei Gesuiti di Noto (maggio - settembre 2014);
- La nascita di un capolavoro - esposizione dei cartoni per la Cattedrale di Noto, Cattedrale di Marsiglia (27 gennaio - 9 febbraio 2020).

## La cupola di San Nicolò a Noto

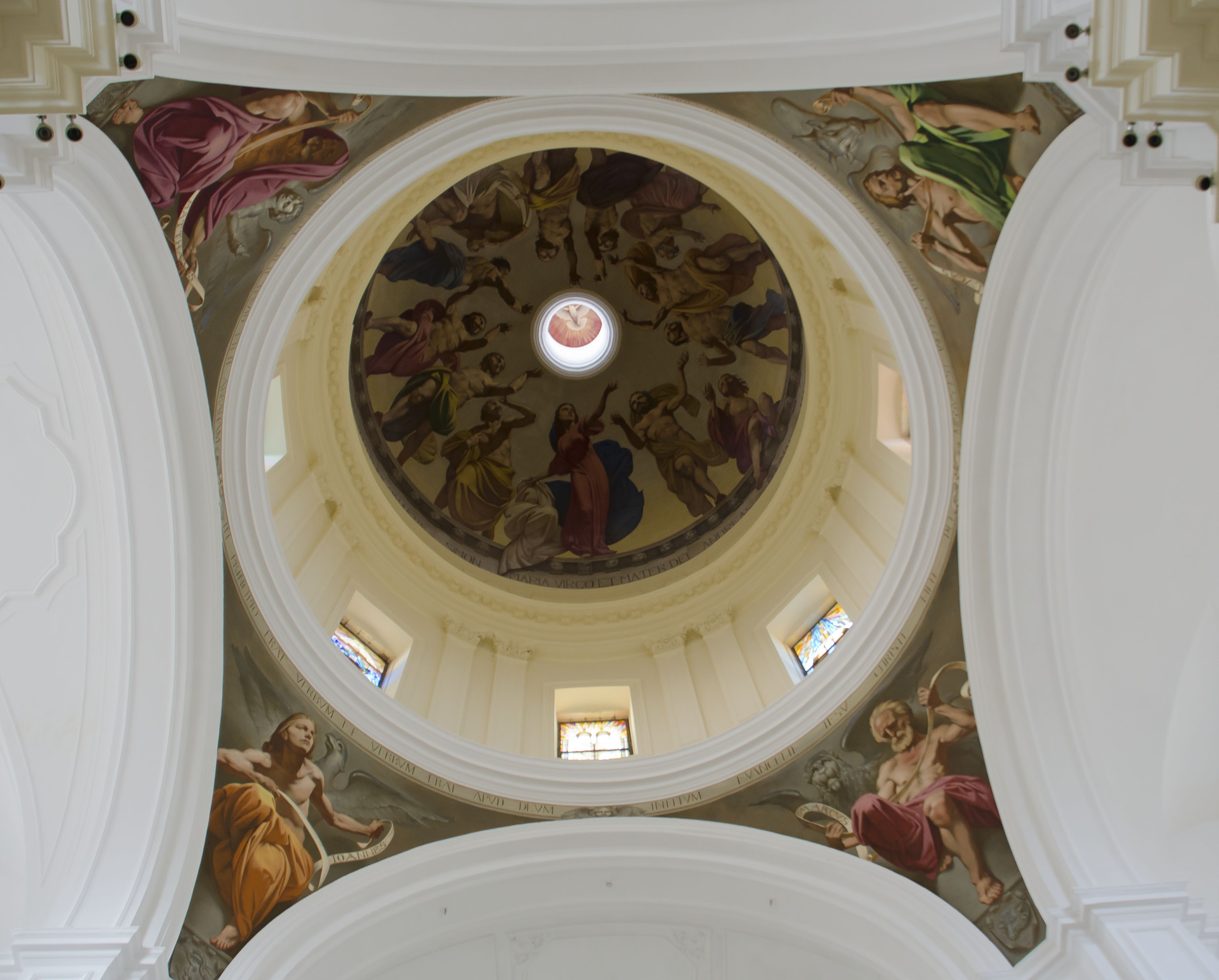
Oleg Supereko, Affreschi della cupola

Nel 2007, su indicazione di Mons. Carlo Chenis, allora vescovo di Civitavecchia-Tarquinia (Segretario della Pontificia Commissione per i Beni Culturali della Chiesa e membro della Pontificia Commissione di Archeologia Sacra), riceve l'incarico di eseguire con la tecnica dell'affresco le decorazioni della ricostruita cupola della cattedrale di Noto, andata distrutta con il crollo del 13 marzo 1996, per i danni strutturali riportati in seguito al terremoto di Santa Lucia del 1990.
I quattro evangelisti sui pennacchi e gli apostoli con Maria, nella Pentecoste rappresentata sulla cupola, sono raffigurati con corpi possenti e con fattezze che, pur rispecchiando l'iconografia tradizionale, sono attuali. Il volere dell'artista è di farsi interprete della tradizione italiana del Rinascimento, da Michelangelo a Raffaello, ma l'esecuzione pittorica si traduce di fatto in un linguaggio pittorico che la critica ufficiale, con in testa Vittorio Sgarbi, associa piuttosto alla lezione ottocentesca dei Nazareni.
Di contro Francesco Buranelli scrive: "La composizione risente di evidenti richiami agli stilemi cinquecenteschi, dai quali emerge, tuttavia, il forte carisma dell'artista e traspare il suo bagaglio pittorico nordico nella sacra austerità delle figure ammorbidite dai colori più propri di una tavolozza “mediterranea”".

## Antologia critica
Carlo Chenis: "il suo lavoro è disattento alle stagioni dell'arte contemporanea o, forse, attento all'attuale fluire di correnti in cui balugina la riconversione alla forma e alla tradizione". 
Vittorio Sgarbi: "Supereco opera con uno sforzo anacronistico ed esemplare, con pulizia e misura e un impeccabile mestiere" ("Noto ritorna splendida", Panorama 17/2/2011).
Ignazio Roiter: "Oleg Supereco è certamente un'anomalia ed una frattura nel tessuto disordinato del pensiero contemporaneo, bisognevole di capire quanto di ammirare nuovamente. Dispiega altrove le sue ali leggere. Eppure questa freschezza non può essere uno stordimento ed una cecità colpevole di fronte all'angoscia che morde la nostra vita. Lui viene dalla Russia, dove la venerazione per le icone ha mantenuto e sviluppato la santità della persona, la cui dignità del volto è l'immagine del Dio fatto carne. L'accostamento dei due mondi del sacro - russo e occidentale - ha prodotto un artista che forse un giorno sarà dichiarato miracoloso. Ora non possiamo pronunciare questa parola diversamente da una speranza. Oleg è "indietreggiato" all'arte figurativa per rifondare nel calice d'oro una tradizione che la Chiesa universale tiene nella più alta considerazione e promuove: Cristo, in fasce o in croce, i suoi Santi e Martiri manifestano la sostanza del nostro credo".
Agostino Ricardi di Netro: "Oleg Supereco è un pittore, nell’accezione più pregnante e completa che si possa attribuire a questo termine. Uomo russo, poco più che quarantacinquenne, egli non è affatto interessato alla dimensione concettuale di cui si è ammantata la figura dell’artista nell’età contemporanea. Oleg non partecipa a convegni o a simposi, non scrive saggi teorici sul proprio pensiero e non svolge alcuna attività promozionale di sé o dell’opera sua; in generale, rifugge da ogni impegno che, in un modo o nell’altro, possa distoglierlo dal proprio fare: passa, pertanto, la gran parte del suo tempo a dipingere. È solo in forza di questa premessa che si comprende come egli abbia potuto firmare, nei primi trent’anni di attività, quasi mille opere pittoriche. E si badi che a sfogliare un catalogo di simili, ciclopiche proporzioni, non si troveranno che rarissime repliche dei medesimi temi, spesso variate e sempre di superba qualità esecutiva. Gregorio Sciltian, un grande artista armeno del secolo scorso, scrisse che: “l’unico vero e supremo scopo dell’arte della pittura è stato e sarà sempre quello di ottenere l’illusione della realtà”. Supereco, aderendo nella pratica a tale assioma, si fa confratello e compagno del suo predecessore che, come lui, dall’Oriente si era recato in Italia per farne la propria patria d’adozione".

## Onorificenze
Fornitore Ufficiale della Real Casa Borbone-Due Sicilie.
Cavaliere di Merito ad Honorem del Sacro Militare Ordine Costantiniano di San Giorgio. 